# 神戸芸術工科大学の人物一覧
神戸芸術工科大学の人物一覧（こうべげいじゅつこうかだいがくのじんぶついちらん）は、神戸芸術工科大学に関係する人物の一覧記事。
なお、2002年に工業デザイン学科の改組転換、2005年に学部名・学科名変更、2014年に学部・学科の改組転換が行われているため、以下に現在と過去の名称の対応を表す。
現）芸術工学部　←　旧）デザイン学部　←　旧）芸術工学部
現）芸術工学部　←　旧）先端芸術学部
現）ビジュアルデザイン学科　←　旧）視覚情報デザイン学科
現）環境デザイン学科　←　旧）環境・建築デザイン学科　←　旧）環境デザイン学科
現）プロダクト・インテリアデザイン学科　←　旧）プロダクトデザイン学科　←　旧）工業デザイン学科プロダクトデザインコース
現）ファッションデザイン学科　←　旧）工業デザイン学科アパレルデザインコース
現）まんが表現学科　←　旧）メディア表現学科まんが・アニメーション専攻(特にまんが)
現）映像表現学科　←　旧）メディア表現学科まんが・アニメーション専攻(特にアニメーション)、メディア表現学科映画専攻、メディア表現学科写真・CG専攻

## 大学院
- アルフレッド・バーンバウム（メディアアート） - 特別教授
- 遠藤剛生（建築デザイン） - 特別教授
- 香山リカ（精神科医） - 特別教授
- 北川フラム（アートディレクター） - 客員教授
- 関根伸夫（彫刻家） - 客員教授

## 芸術工学部

### 環境デザイン学科
- 伊東豊雄（建築家） - 客員教授
- 遠藤剛生（都市デザイン） - 客員教授

### プロダクト・インテリアデザイン学科
- 川上元美（プロダクトデザイン） - 客員教授

### ファッションデザイン学科
- コシノヒロコ（ファッションデザイン） - 客員教授
- 斎藤統（経営者） - 客員教授
- 須藤玲子（テキスタイルデザイン） - 客員教授

### ビジュアルデザイン学科
- 寺門孝之（画家） -　教授
- 戸田ツトム（ビジュアルデザイン） - 教授
- 鈴木一誌（ブックデザイン） - 特別教授
- スズキコージ（イラストレーション） - 客員教授

### まんが表現学科
- しりあがり寿（漫画家） - 教授
- 菅野博之（漫画家） - 准教授
- 多田由美（漫画家） - 准教授
- 夢野れい（漫画家） - 准教授
- 安倍吉俊（漫画家） - 特別准教授
- 安田均（ゲーム原作者、グループSNE主宰） - 特別教授

### 映像表現学科
- 石井岳龍（映画監督） - 教授
- 宮本隆司（写真家） - 教授
- 本橋秀之（アニメーター） - 教授
- 小林七郎（美術監督） - 客員教授

## 基礎教育センター
- 岡部憲明（建築家） - 教授
- 槌橋雅博（映画監督） - 准教授

## アジアンデザイン研究所
- 杉浦康平（ヴィジュアルデザイン） - 名誉教授

## 元教員
- ササキバラ・ゴウ（編集者） - メディア表現学科准教授
- 大塚英志（漫画原作者、批評家、編集者） - メディア表現学科教授、まんが表現学科教授
- 角川歴彦（角川書店会長） - メディア表現学科客員教授、まんが表現学科客員教授
- やなぎみわ（芸術家） - メディア表現学科准教授、映像表現学科准教授
- 安彦良和（アニメーター、漫画家） - メディア表現学科教授、映像表現学科客員教授
- 神村幸子（アニメーター） - メディア表現学科教授、映像表現学科教授
- 渡辺篤史（俳優） - 環境・建築デザイン学科客員教授
- 横尾忠則（画家） - 大学院客員教授
- 多木浩二（思想家、批評家） - 大学院客員教授
- スプツニ子！（アーティスト） - 大学院客員教授

※非常勤講師は割愛

## 出身者
- あずまきよひこ - 「あずまんが大王」、「よつばと!」の作者。視覚情報デザイン学科卒業、一期生。
- ボマーン - 「でゅあるてぃーちゃー」、「蒸し暑いからぬぐー」の作者。視覚情報デザイン学科卒業。
- 北沢慶 - グループSNEメンバー。著書に「モンスター・コレクション・ノベル」など。
- 岡部啓一 - MONACA取締役。ナムコ時代に「鉄拳」シリーズのBGMなど。視覚情報デザイン学科卒業。
- シガタケ - 「ハバネロたん」の作者。ヴァニラウェア所属。視覚情報デザイン学科卒業。
- 谷岡郁子 - 元参議院議員、みどりの風前代表、至学館大学学長・理事長。設置者谷岡学園総長谷岡太郎の娘。大学院芸術工学研究科芸術工学専攻博士課程修了。
- 中谷祐太 - 漫才師、マユリカ。中退。
- 横尾太郎 - ゲームクリエイター、株式会社ブッコロ 代表取締役社長。